# Eutelia bourquini
Eutelia bourquini is een vlinder uit de familie van de Euteliidae. De wetenschappelijke naam van de soort is voor het eerst geldig gepubliceerd in 1968 door Köhler.